# Leucin N-acetiltransferaza
Leucin N-acetiltransferaza (EC 2.3.1.66, leucinska acetiltransferaza) je enzim sa sistematskim imenom acetil-KoA:L-leucin N-acetiltransferaza. Ovaj enzim katalizuje sledeću hemijsku reakciju
acetil-KoA + L-leucin {\displaystyle \rightleftharpoons } KoA + N-acetil-L-leucin
Propanoil-KoA može da deluje kao donor, mada sporije. L-arginin, L-valin, L-fenilalanin i peptidi koji sadrže L-leucin modu da deluju kao akceptors.

## Literatura
- Nicholas C. Price; Lewis Stevens (1999). Fundamentals of Enzymology: The Cell and Molecular Biology of Catalytic Proteins (Third изд.). USA: Oxford University Press. ISBN 019850229X.
- Eric J. Toone (2006). Advances in Enzymology and Related Areas of Molecular Biology, Protein Evolution (Volume 75 изд.). Wiley-Interscience. ISBN 0471205036.
- Branden C; Tooze J. Introduction to Protein Structure. New York, NY: Garland Publishing. ISBN 0-8153-2305-0.
- Irwin H. Segel. Enzyme Kinetics: Behavior and Analysis of Rapid Equilibrium and Steady-State Enzyme Systems (Book 44 изд.). Wiley Classics Library. ISBN 0471303097.
- William P. Jencks (1987). Catalysis in Chemistry and Enzymology. Dover Publications. ISBN 0486654605.

## Spoljašnje veze
- Leucine+N-acetyltransferase на 